# Arroz ao marisco
Le riz aux fruits de mer (arroz de marisco en portugais) est un plat traditionnel de la gastronomie portugaise qui vient de Vieira de Leiria, dans la zone de Marinha Grande (au centre-ouest du pays). Il est considéré comme l'une des sept merveilles de la gastronomie portugaise.

## Caractéristiques
Comme le nom l'indique, le plat est fait avec plusieurs types de fruits de mer : crevettes, palourdes, crabes, langoustes, moules et coques. Les combinaisons de coquillages utilisés varient selon la zone, la disponibilité et le prix des différents ingrédients.
Parmi les principaux ingrédients se trouvent le riz, les crevettes, les moules, le homard, le poulpe, le piment (chili) et l'huile d'olive.
Dans un premier temps, les fruits de mer sont cuits. Puis on fait revenir le riz dans de l'huile d'olive avec des tomates, de l'ail et de l'oignon. On fait ensuite cuire le riz dans le bouillon de cuisson des fruits de mer. On peut ajouter du vin blanc si on le souhaite. Quand le riz a fini de cuire, on ajoute les fruits de mer préalablement cuits, avec de la coriandre hachée.
Le riz aux fruits de mer avec de la lotte est une des variantes de ce plat qui inclut des morceaux de ce poisson en plus des coquillages.